# Cantone di Dinan-Est
Il Cantone di Dinan-Est era una divisione amministrativa dell'Arrondissement di Dinan.
A seguito della riforma approvata con decreto del 13 febbraio 2014, che ha avuto attuazione dopo le elezioni dipartimentali del 2015, è stato soppresso.

## Composizione
Comprendeva parte della città di Dinan e 5 comuni:
- Lanvallay
- Léhon
- Pleudihen-sur-Rance
- Saint-Hélen
- La Vicomté-sur-Rance